# Josiane Kartheiser
Josiane Kartheiser (Differdange, 28 de noviembre de 1950) es una periodista y escritora luxemburguesa. Escribe principalmente en alemán pero también en luxemburgués.

## Biografía
Nacida en Differdange, Kartheiser estudió en el Lycée des jeunes filles de la Ciudad de Luxemburgo. De 1971 a 1974, estudió inglés y literatura americana en la Universidad de Kent en Canterbury. Después de trabajar como periodista independiente, enseñó luxemburgués en la Universidad de Sheffield y en el Centro de Lenguas de Luxemburgo, donde también enseñó inglés, desde 2005 hasta su jubilación el 2011. Colaboró en el diccionario francés-luxemburgués-inglés Parler luxembourgeois - Esou schwätze mir - Living Luxemburgish. Ha sido colaboradora habitual de varios diarios luxemburgueses, como Lëtzebuerger Journal, Tageblatt y Le Jeudi.
Desde 1978 Kartheiser, además de relatos y ensayos, también ha publicado poesía, obras de teatro y crítica literaria de novela negra y de género infantil y juvenil.

## Premios y reconocimientos
En julio de 2010, Josiane Kartheiser recibió el Premio Anne Beffort de la ciudad de Luxemburgo por su contribución durante más de 25 años en la escena literaria de Luxemburgo en un momento en que el sector estaba dominado por los hombres. El premio refleja la preocupación de Kartheiser para promocionar el lugar de la mujer en la sociedad luxemburguesa.

## Obra publicada
Libros
- 1978: Flirt mit Fesseln, ensasyo, poesía
- 1989: Wenn Schreie in mir wachsen, ensayo, poesía
- 1981: Linda, cuentos
- 1988: D’Lästermailchen, canciones, historias
- 1989: Luxembourg City, guía turística
- 1993: Wohlstandsgeschichten, ensayo, cuentos
- 1996: Als Maisie fliegen lernte, cuentos
- 2000: Das Seepferdchen, cuentos
- 2002: Allein oder mit anderen, cuentos, artículos de viajes
- 2004: Cornel Meder. Ein Porträt, biografía
- 2005: De Marc hätt gär Paangecher, cuentos
- 2007: Mäi léiwen Alen!, cuentos
- 2009: Hutt Dir och en Holiday Consultant?, històries, viajes
- 2011: Geld oder Liewen!?,  memorias

Infantil y juvenil
- 2004: De Maxi an de Geschichtenerzieler
- 2012: Dem Lou säin abenteuerleche Summer

Obra teatral
- 1983: De Kontrakt
- 1985: Härgottskanner